# Santiago Papasquiaro (kommun)
Santiago Papasquiaro är en kommun i Mexiko.   Den ligger i delstaten Durango, i den centrala delen av landet, 900 km nordväst om huvudstaden Mexico City.
Följande samhällen finns i Santiago Papasquiaro:
- Santiago Papasquiaro
- San Miguel de Papasquiaro
- Los Herrera
- Nuevo San Diego
- Lozano Zavala
- El Cazadero
- Garame de Abajo
- El Patio de Altares
- La Palestina
- Atotonilco
- Garame de Arriba
- El Guamúchil
- El Salvador
- Laguna de la Chaparra
- José Salomé Acosta
- Santa Efigenia
- Bajíos del Pinto
- El Tambor
- La Ciénega de San José
- San Diego de Tenzaens
- San Ignacio
- Barrazas
- Los Altares
- Santa Teresa del Pachón
- Canatán
- Martínez de Arriba
- San Miguel del Cantil
- La Sierrita
- Montoros
- San José de Favelas
- Santa Cruz de Macos
- La Estancia
- San Javier